# Opinio juris sive necessitatis
Opinio juris sive necessitatis (latin: 'förmodan om lag eller nödvändighet') är en folkrättslig term för en stats uppfattning att en av dem utförd handling måste företas med hänsyn till internationell rätt eller nödrätt, eller att de måste bete sig på ett visst sätt med hänsyn till den allmänna rättsnormen, vare sig denna förmodan är korrekt eller inte, jämför mens rea. Opinio juris kan avse förmodad rättspraxis, sedvanerätt, icke nedtecknade konventioner och överenskommelser mellan stater vilka utgör en del av den internationella rätten, medan andra uppfattar det som antaganden som åberopar juridiskt bindande dokument eftersom internationella sedvanor inte kan endast förmodas av dess aktörer (staterna). Opinio necessitatis definierades 1933 av Georges Scelle som känslan eller den allmänna instinkten att ge vika för en social nödvändighet, och har allt sedan dess flitigt använts för att legitimera militära aktioner och krigshandlingar (jämför militär nödvändighet).